# 蒙泰韋爾迪半島
72°30′S 72°0′W / 72.500°S 72.000°W
蒙泰韋爾迪半島（英語：Monteverdi Peninsula）是南極洲的半島，位於亞歷山大一世島南端，處於巴赫冰架和喬治六世海峽之間，該半島以意大利作曲家蒙泰韋爾迪命名。